# Plethodon ouachitae
Plethodon ouachitae е вид земноводно от семейство Plethodontidae. Видът е почти застрашен от изчезване.

## Разпространение
Разпространен е в западен Арканзас и източна Оклахома, САЩ.